# Edin Terzić
Edin Terzić (Menden, 30 oktober 1982) is een Duits voormalig profvoetballer en voetbaltrainer van Bosnische komaf. Hij was van 23 mei 2022 tot 13 juni 2024 de coach van Borussia Dortmund.

## Spelersloopbaan
Als speler speelde Terzić voor enkele Duitse clubs in lagere divisies, waaronder Wattenscheid 09.

## Trainersloopbaan
Na zijn loopbaan als speler ging Terzić aan de slag in de jeugdopleiding van Borussia Dortmund. Hij begon als assistent-trainer van Hannes Wolf bij jeugdteams van Borussia Dortmund. Vervolgens werd Terzić assistent-trainer van Slaven Bilić bij zowel Beşiktaş als West Ham United. In 2018 keerde hij terug bij Borussia Dortmund als assistent-trainer onder Lucien Favre. Op 13 december 2020 werd Terzić interim-hoofdtrainer van Borussia Dortmund na het ontslag van Favre. Terzić debuteerde als hoofdtrainer tegen Werder Bremen. Deze wedstrijd werd met 1–2 gewonnen. Op 13 mei 2021 won Terzić met Borussia Dortmund voor de vijfde keer in de clubhistorie de DFB-Pokal, waarin de finale met 1–4 werd gewonnen van RB Leipzig. Hij werd daarna opgevolgd door Marco Rose, het plan was dat Terzić dan assistent-trainer werd, maar koos toch voor een functie als technisch directeur. Op 20 mei 2022 werd Marco Rose ontslagen door Borussia Dortmund, waardoor op 23 mei 2022 Terzić werd aangesteld als hoofdtrainer. Hij tekende een contract tot medio 2025.
In het seizoen 2023/24 haalde Terzić  met Dortmund de finale van de Champions League. Op Wembley werd met 0-2 verloren van Real Madrid. Hierna gaf hij aan te stoppen als trainer van Dortmund. Terzić werd opgevolgd door Nuri Şahin.

## Erelijst
Borussia Dortmund
- DFB-Pokal: 2020/21

## Trivia
Terzić is sinds zijn negende al fan van Borussia Dortmund.